# Kobyla Łąka (kolonia w województwie mazowieckim)
Kobyla Łąka – kolonia w Polsce położona w województwie mazowieckim, w powiecie żuromińskim, w gminie Bieżuń. 
W tej samej gminie istnieje także wieś o nazwie Kobyla Łąka.
W latach 1975–1998 miejscowość należała administracyjnie do województwa ciechanowskiego.